# Picea neoveitchii
{{#ifeq:0|0|{{#if:|{{#if:Piceaneoveitchii|[[]}}|}}}}
Picea neoveitchii (ялина хубейська, кит.: 大果青扦, daguo qingqian) — вид роду ялина родини соснових.

## Поширення, екологія
Країни проживання: Китай (Ганьсу, Хубей). Зустрічається на середніх та низьких гірських схилах, а також у долинах річок і осипах на висотах від 1300 до 2000 метрів. Опади у діапазоні від 700–900 мм на рік.

## Опис

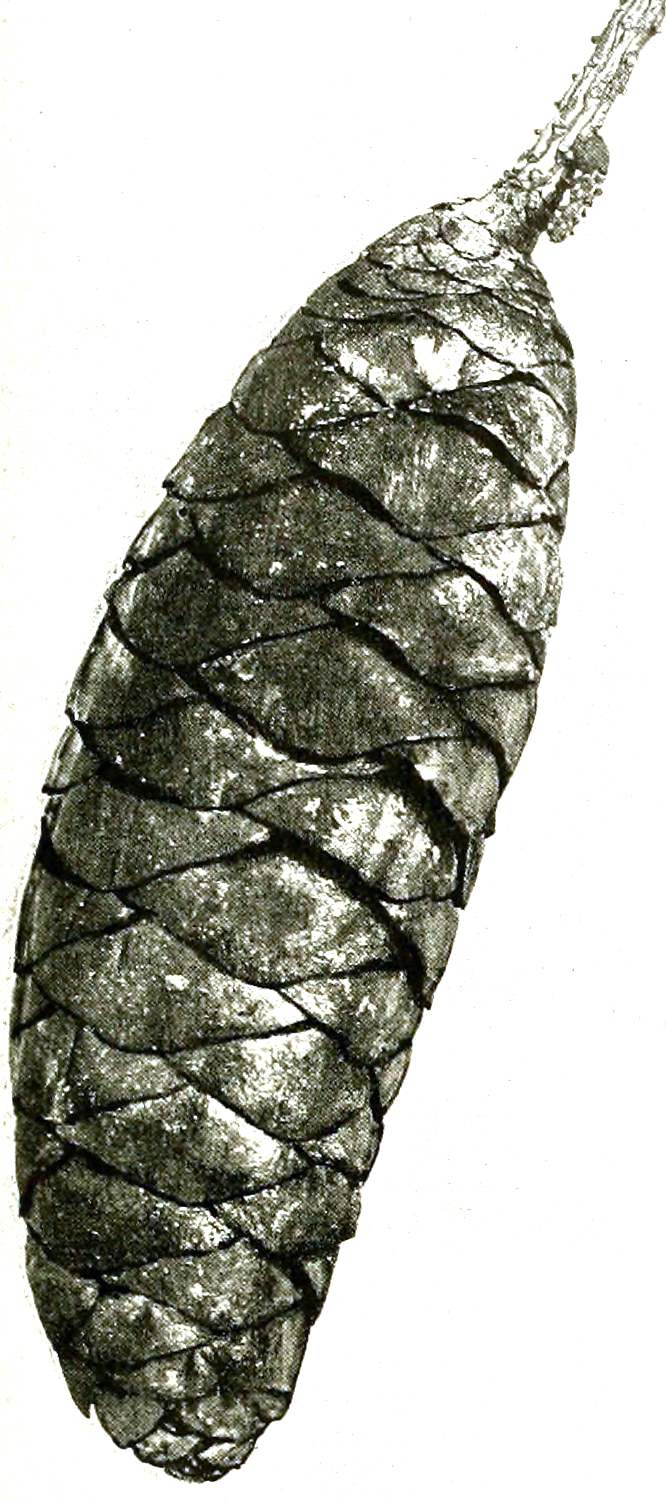
шишка

Росте як вічнозелене дерево до 15 м заввишки і 50 см діаметром на рівні грудей, з широкою конічною кроною. Кора сіра, лущиться. Невеликі смолисті фіолетово-коричневий зимові бруньки є сферичними. Голки зігнуті, ромбічні у перетині, розміром 15–25 × 2 мм, на вершині гострі. Насіннєві шишки спочатку зелені, коли зрілі коричневі, овально-циліндричні, розміром 8–14 × 5–6,5 см. Насіння обернено-яйцювате, розміром 5–6 × 3,5 мм, з 10 мм крилами. Запилення відбувається травня, насіння дозріва у вересні-жовтні.

## Використання
Деревина цього дерева використовується локально. Дерева не були введені в європейські чи американські сади і дендрарії і тільки вирощують у Сіаньському Ботанічному саду і Шанхайському ботанічному саду.

## Загрози та охорона
Зайнята видом площа значно знизилася в період між 1950 і 1990 через вирубку для деревини. Охороняється в рамках національного законодавства. Вид був у центрі уваги кількох проектів щодо збереження протягом останнього десятиліття (2013).